# Blauwbuikvizierkolibrie
De blauwbuikvizierkolibrie (Augastes scutatus) is een vogel uit de familie Trochilidae (kolibries).

## Verspreiding en leefgebied
Deze soort is endemisch in zuidoostelijk Brazilië en telt drie ondersoorten:
- A. s. scutatus: de hoger gelegen bossen van centraal en oostelijk Minas Gerais (zuidoostelijk Brazilië).
- A. s. ilseae: de wat lager gelegen bossen van centraal en oostelijk Minas Gerais (zuidoostelijk Brazilië).
- A. s. soaresi: het zuidelijke deel van Centraal-Minas Gerais (zuidoostelijk Brazilië).

## Galerij

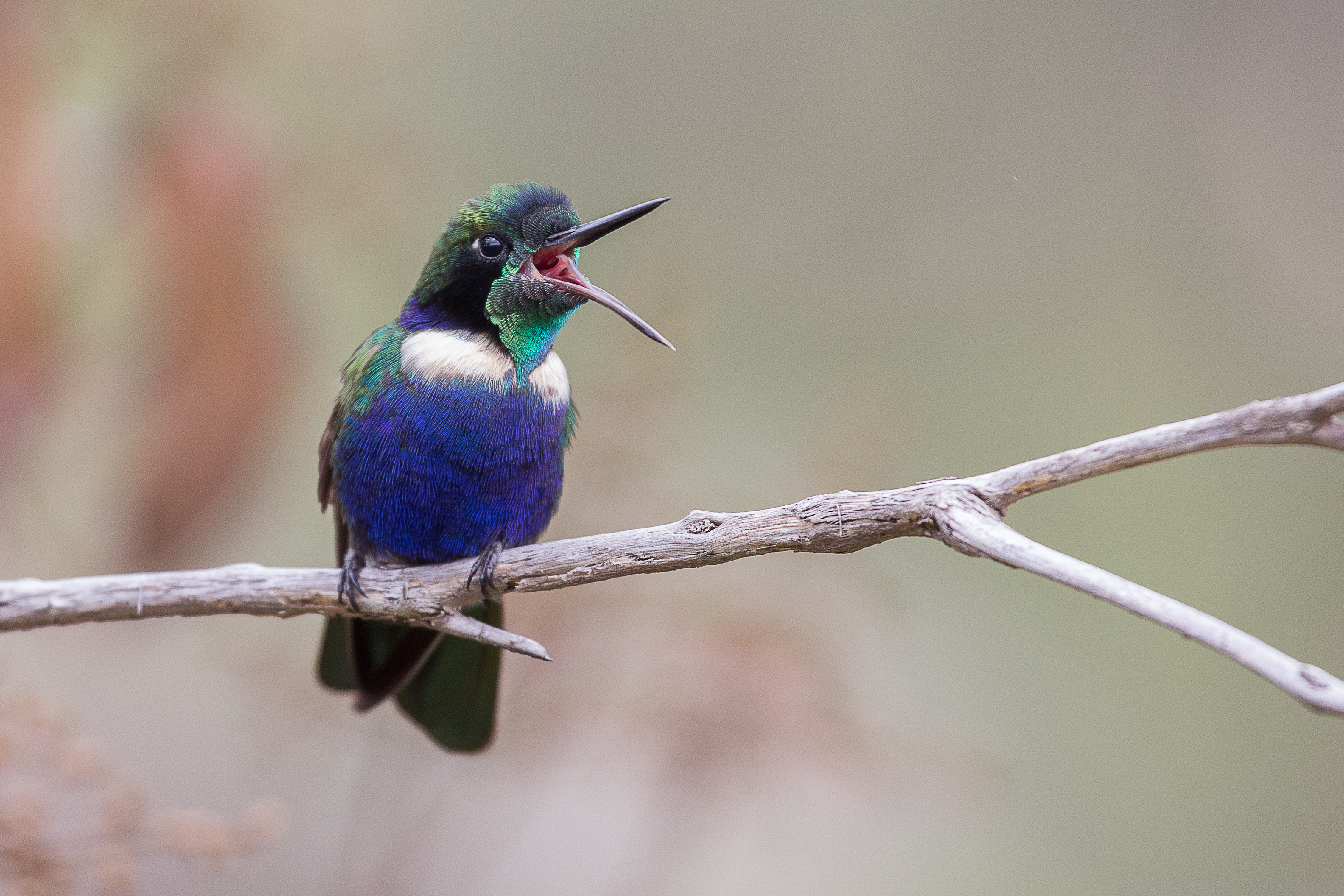
De blauwbuikvizierkolibrie in het park van Serra do Cipó